# Кельн, Георг-Фридрих
Георг-Фридрих Кельн (нем. Friedrich von Cölln; 1766, Липпе-Детмольд, Священная Римская империя — 31 мая 1820, Берлин, Пруссия) — немецкий государственный служащий и публицист.

## Биография
Родился в 1766 году в Липпе-Детмольде. Учился в Марбурге, Галле и Йене. В 1790 году поступил на государственную службу в Пруссии, служил в Миндене камер-референдарием и аускультатором, а с 1792 года асессором. В 1793 году, после присоединения Южной Пруссии, занимал пост военного советника в Позене. В 1897 году получил место королевского наместника в Полагеве и Оборнике, которое занимал на протяжении шести лет. После этого провёл некоторое время в должности податного инспектора в Нижней Силезии и, наконец, в 1805 году получил назначение в Берлин в должности советника по военным делам и владениям, войдя в круги высшего прусского чиновничества.
После поражения при Йене Кёльн представил королю планы по обороне Пруссии, но вскоре после этого королевство капитулировало и было упразднено. Кёльн как частный обыватель уехал в Шмидеберг, где на материале своей чиновничьей карьеры написал книгу «Личные письма о внутренних делах прусского двора после смерти Фридриха II» (нем. Vertraute Briefe über die inneren Verhältnisse am preußischen Hofe seit dem Tode Friedrichs II). Книга, содержавшая уничтожающую критику прусской администрации, военной верхушки и аристократии и указывавшая на глубинные причины поражения в войне, была издана в Амстердаме и Кёльне в 1807 году, а затем за короткое время выдержала несколько переизданий.
Вернувшись в 1807 году в Берлин, Кёльн выпустил по следам своей первой книги ещё одну — «Новые пожары. Маргиналии к „Личным письмам“ и прочее» (нем. Neue Feuerbrände. Marginalien zu der Schrift: Vertraute Briefe etc.), которая также вышла в Амстердаме и Кёльне. Французские власти арестовали его за сотрудничество с берлинским изданием Hausfreund, но вскоре освободили. После этого Кёльн возвратился в Силезию в надежде получить назад свой прежний пост, но, не желая сотрудничать с французами, отправился оттуда в Австрию. Он снова вернулся в Пруссию после подписания Тильзитского мира и был назначен податным инспектором в Глогау, однако в 1808 году был арестован прусскими властями и отправлен в Глац. Кёльну были предъявлены обвинения в диффамации и в измене в связи с компрометирующими материалами в его книгах, но ему удалось бежать в Австрию. Только в 1811 году личное вмешательство канцлера Гарденберга положило конец судебному преследованию Кёльна. В этом же году из-под его пера вышла «Подлинная защита военного советника фон Кёльна» (нем. Actenmäßige Vertheidigung des Kriegsraths v. C., которую Немецкий биографический словарь оценивает как яркий образец книжной полемики.

## Творчество
Кроме уже перечисленных произведений, Кёльном были написаны следующие работы:
- Reflexionen über den preußischen Staat (1804)
- Schlesien wie es ist. Von einem Oesterreicher“ (1805, в 3 томах)
- Der preußische Staats-Anzeiger“ (Берлин, 1806)
- Gedanken über die Aufhebung der Erbunterthänigkeit in Schlesien (1808)
- Intelligenzblatt zu den Neuen Feuerbränden (1808)
- Wien und Berlin in Parallele (1808)
- Fackeln. Journal in zwanglosen Heften (1811)
- Wanderungen im Geiste der Zeit durch einen Theil von Schlesien und Sachsen (1816)
- Entwurf zu einer preußischen organischen Staatsverfassung (1816)
- Preußische Volksstimmen, ausgesprochen in 4 Aufsätzen (1818)

Кроме того, в журнальном формате Кёльном были выпущены:
- Historisches Archiv der preußischen Provinzial-Verfassungen (1819—1820, вышло 5 номеров)
- Neue freimüthige litterarische Blätter (1820, 12 номеров)